# Llista de museus i institucions culturals de Nova York
La ciutat de New York als Estats Units és una de les llars culturals del món contemporani gràcies als centenars d'institucions culturals i indrets històrics que s'hi troben. La llista següent no cerca exhaustivitat però classifica per tema alguns dels centres culturals més importants a la «Big Apple».

## Museus

### Art

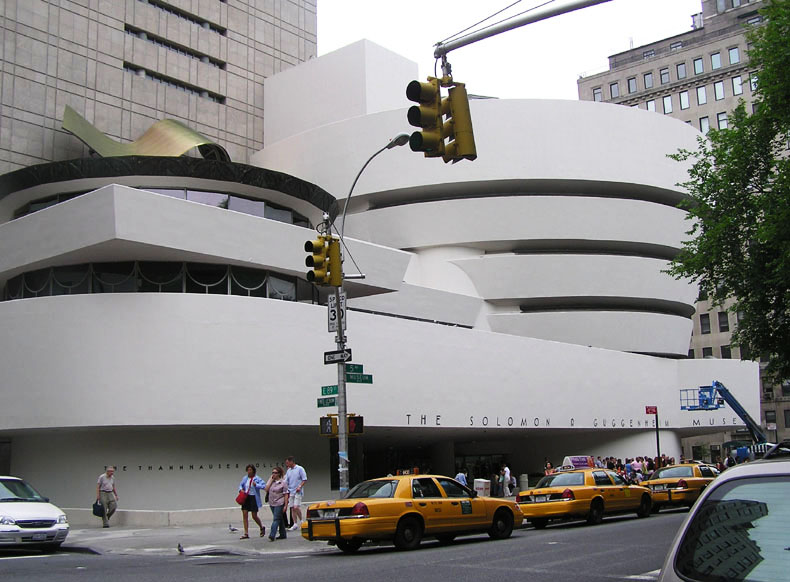
El Guggenheim

- American Museum of the Moving Image
- American Folk Art Museum
- Asia Society
- Bronx Museum of the Arts
- The Dahesh Museum
- The Drawing Center
- Fisher Landau Center
- Forbes Galleries
- Frick Collection
- International Center of Photography
- International Print Center New York
- Jacques Marchais Museum of Tibetan Art
- Jamaica Center for Arts & Learning

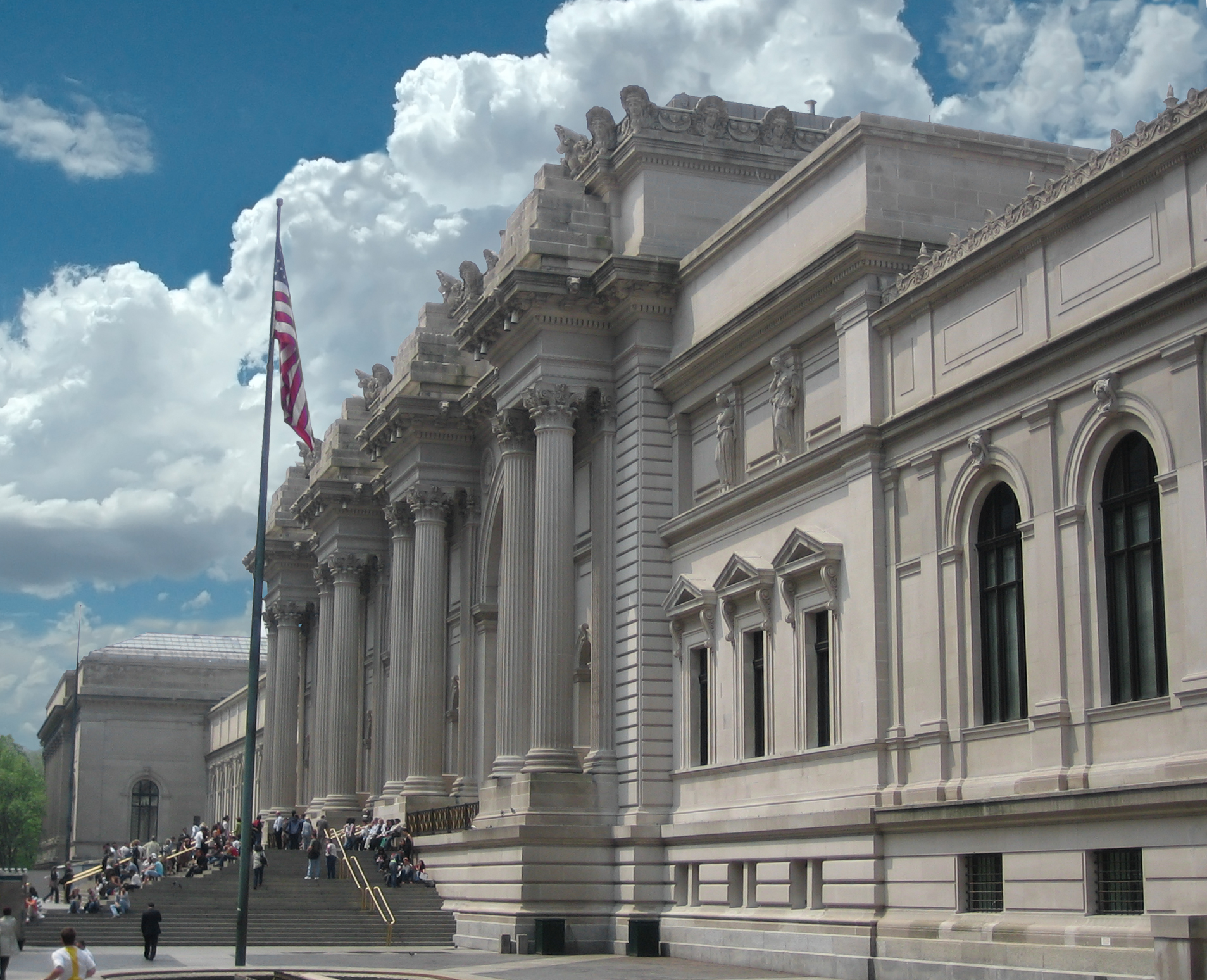
El Met

- Metropolitan Museum of Art The Met
  - The Cloisters - col·leccions d'art medieval
- Municipal Art Society
- Museum for African Art
- Museum of Biblical Art
- Museum of Comic and Cartoon Art The MoCCA

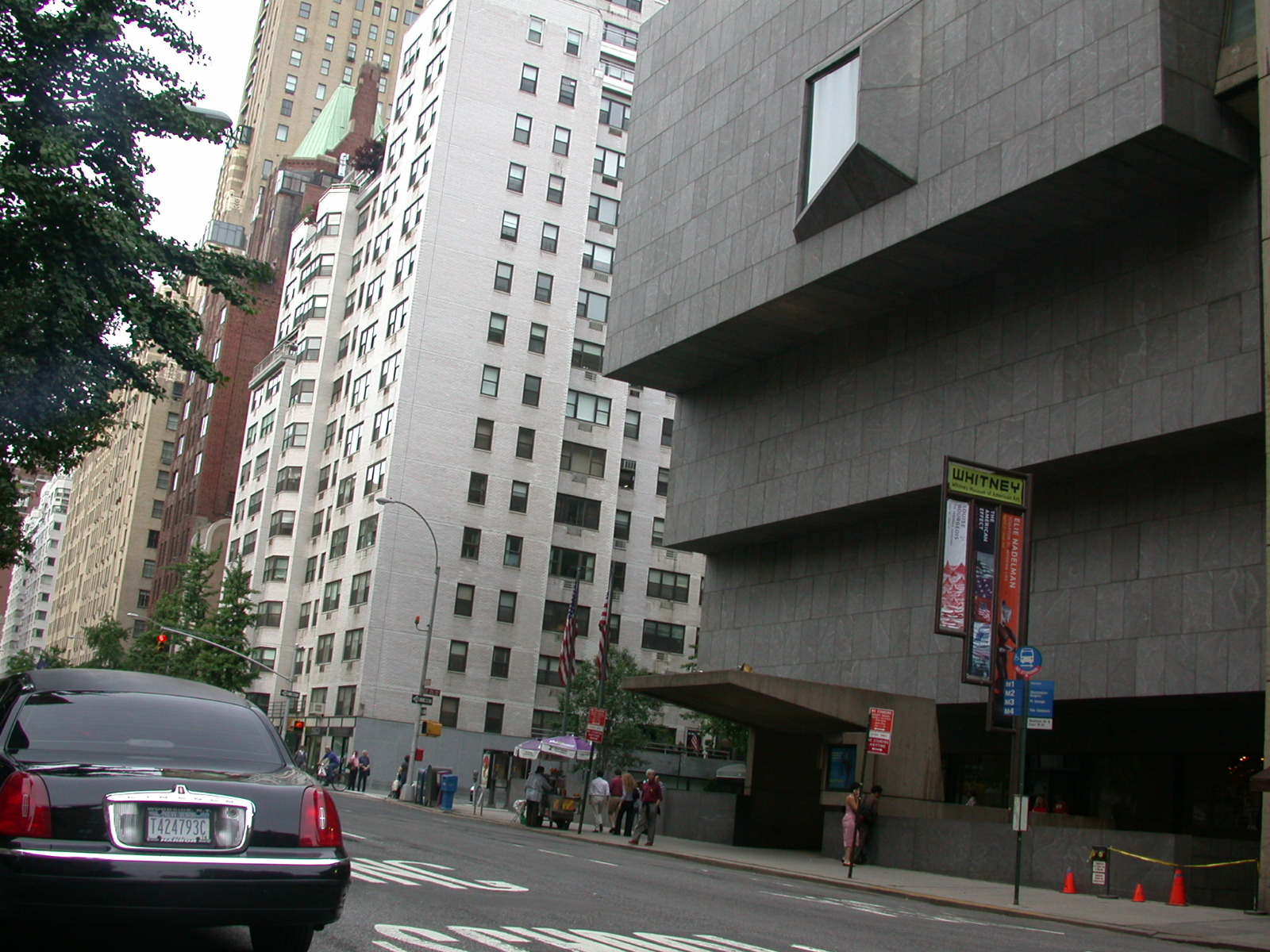
El Whitney Museum of American Art

- Museum of Modern Art The MoMA
- Museum of Television and Radio
- Neue Galerie
- New Museum of Contemporary Art
- Noguchi Museum

- P.S. 1 Contemporary Art Center
- Queens Museum of Art
- Rubin Museum of Art
- SculptureCenter
- Socrates Sculpture Park
- Museu Solomon R. Guggenheim
- Studio Museum in Harlem
- Williamsburg Art & Historical Center
- Whitney Museum of American Art

### Cultura i història
- American Numismatic Society
- Brooklyn Historical Society
- Brooklyn Museum
- Center for Jewish History
- Coney Island Museum
- The Hispanic Society of America
- Intrepid Sea-Air-Space Museum
- Jewish Museum
- Merchants House Museum
- Museum of American Finance
- Museum of the City of New York
- Museum of Chinese in the Americas
- Museum of Jewish Heritage
- Museum of Sex
- National Museum of the American Indian The George Gustav Heye Center
- National Museum of Lesbian, Gay, Bisexual & Transgender History
- National Sports Museum
- New York City Fire Museum
- New York City Police Museum
- New York Historical Society
- New York Transit Museum
- Queens County Farm Museum
- Skyscraper Museum
- Staten Island Institute of Arts & Sciences
- Yeshiva University Museum

### Disseny
- Center for Architecture
- Cooper-Hewitt National Museum of Design
- Fashion Institute of Technology
- National Academy of Design
- Parsons The New School for Design

### Ciències naturals

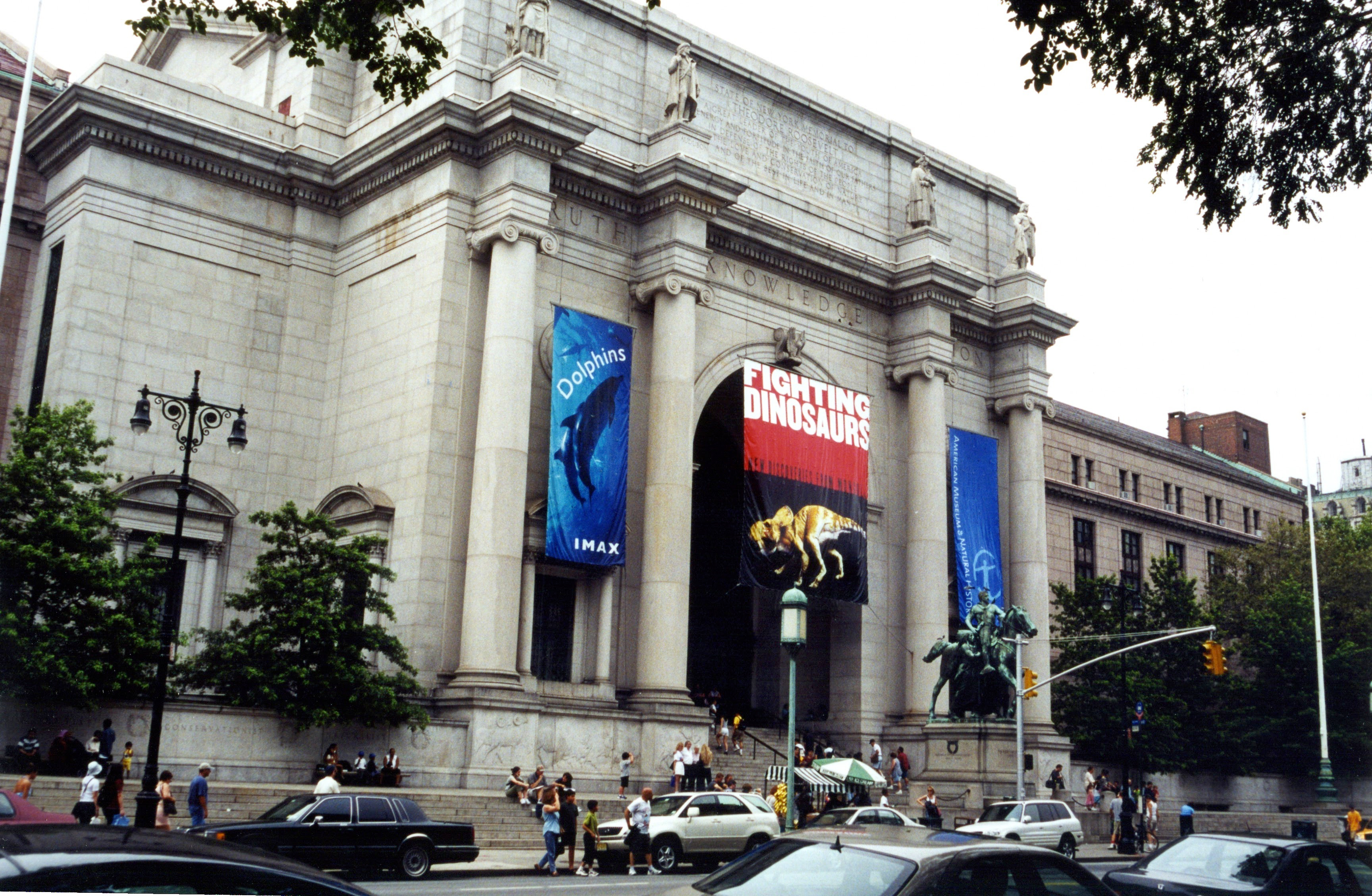
L'American Museum of Natural History l'any 2000

- American Museum of Natural History
- Hayden Planetarium (Rose Center for Earth and Space)
- Bronx Zoo
- Brooklyn Botanic Gardens
- New York Aquarium
- New York Botanical Garden
- New York Hall of Science
- Queens Botanical Garden
- Staten Island Zoo
- Wave Hill

### Museu de l'infant
- Brooklyn Children's Museum
- Children's Museum of the Arts
- Children's Museum of Manhattan
- Jewish Children's Museum
- Staten Island Children's Museum

## Arts de l'espectacle

### Lincoln Center for the Performing Arts
- Avery Fisher Hall
- Jazz at Lincoln Center
- Juilliard School
- Metropolitan Opera

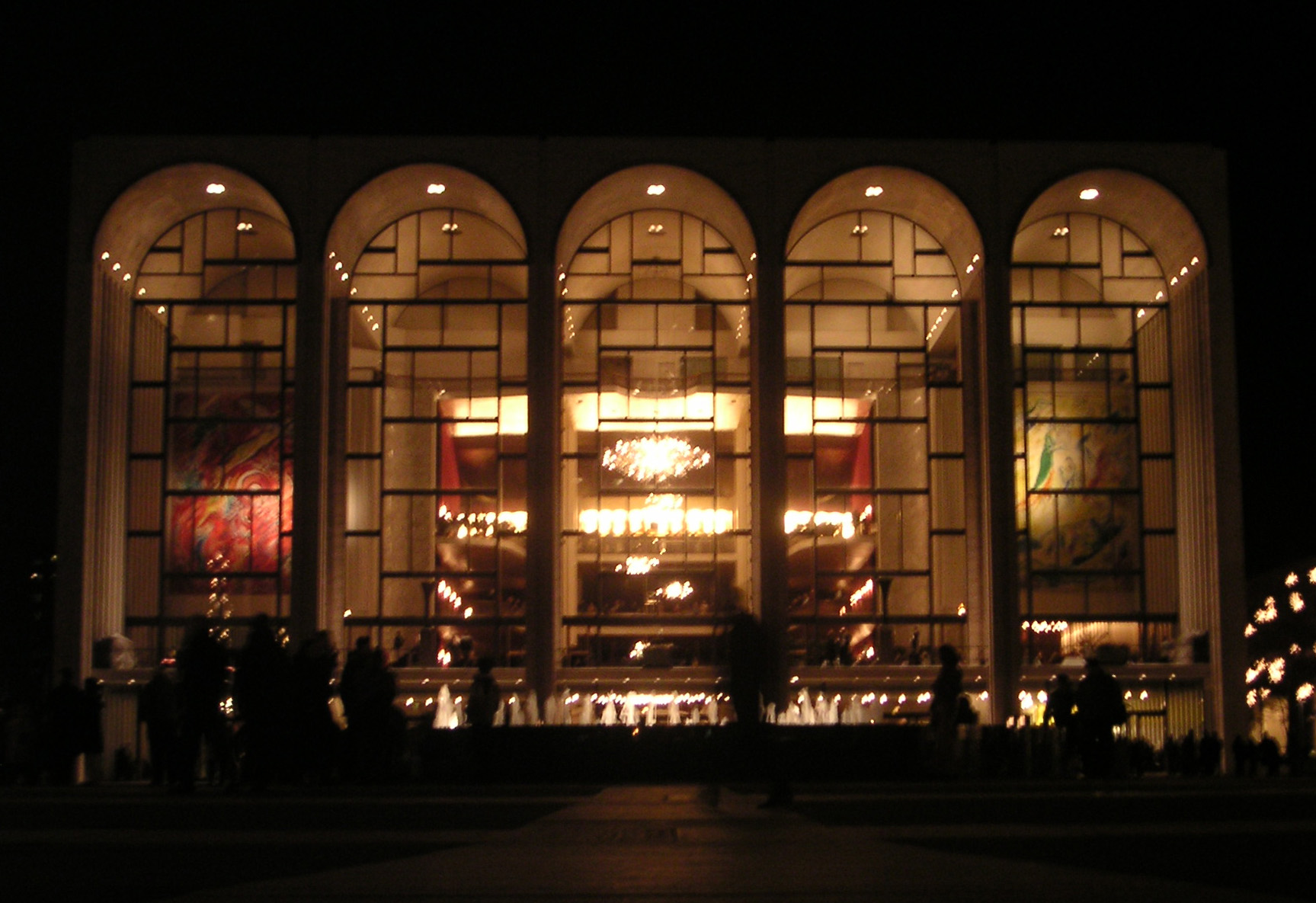
El Metropolitan Opera al Lincoln Center

- New York State Theater, que acull: 
  - New York City Ballet
  - New York City Opera

### Música
- 92nd Street Y
- Brooklyn Academy of Music
- Manhattan School of Music
- Juilliard School
- Boys Choir of Harlem
- Mannes College of Music
- The New York Collegium
- City Parks Foundation

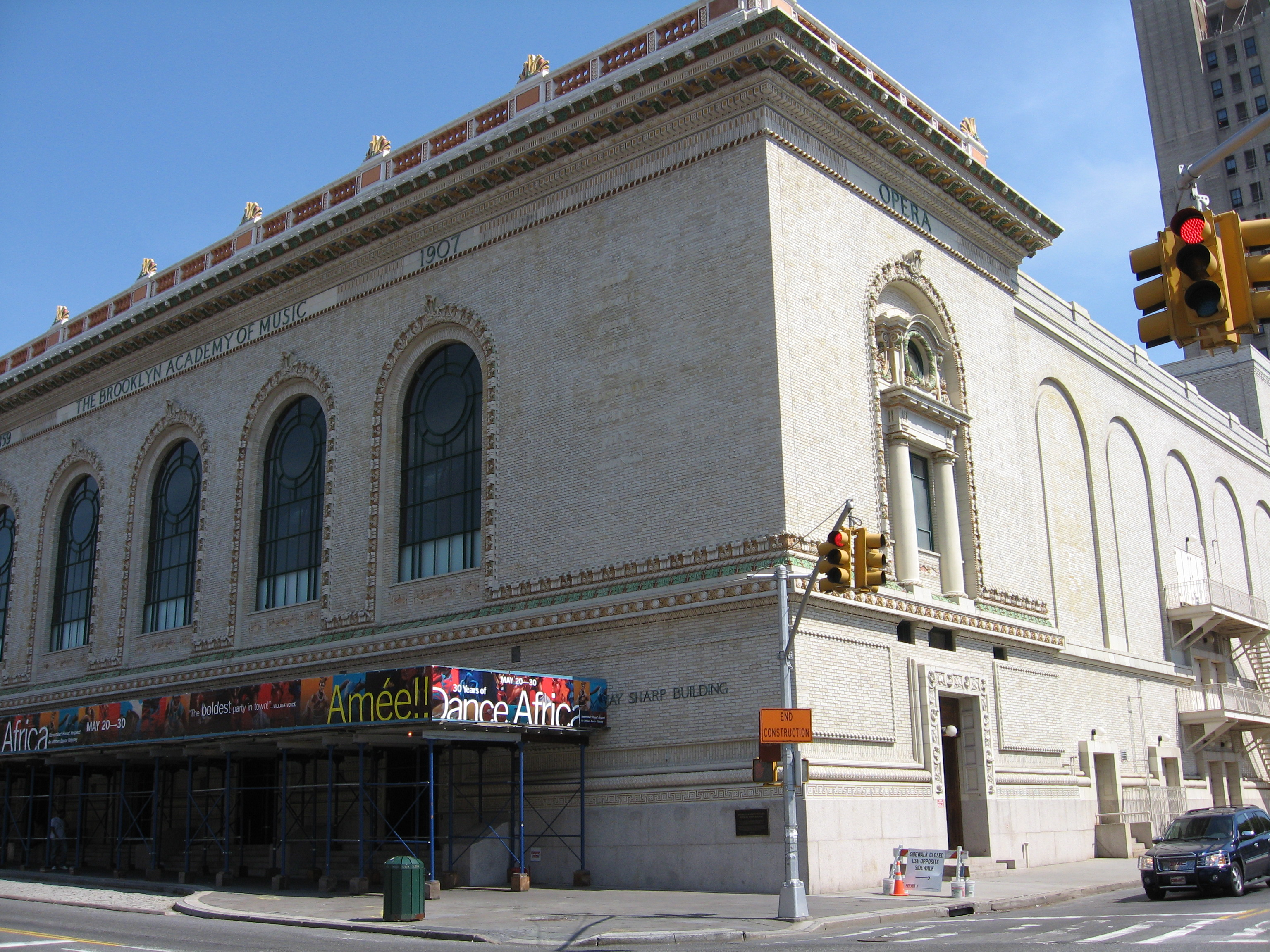
La Brooklyn Academy of Music

- New York Public Library for the Performing Arts

### Teatres

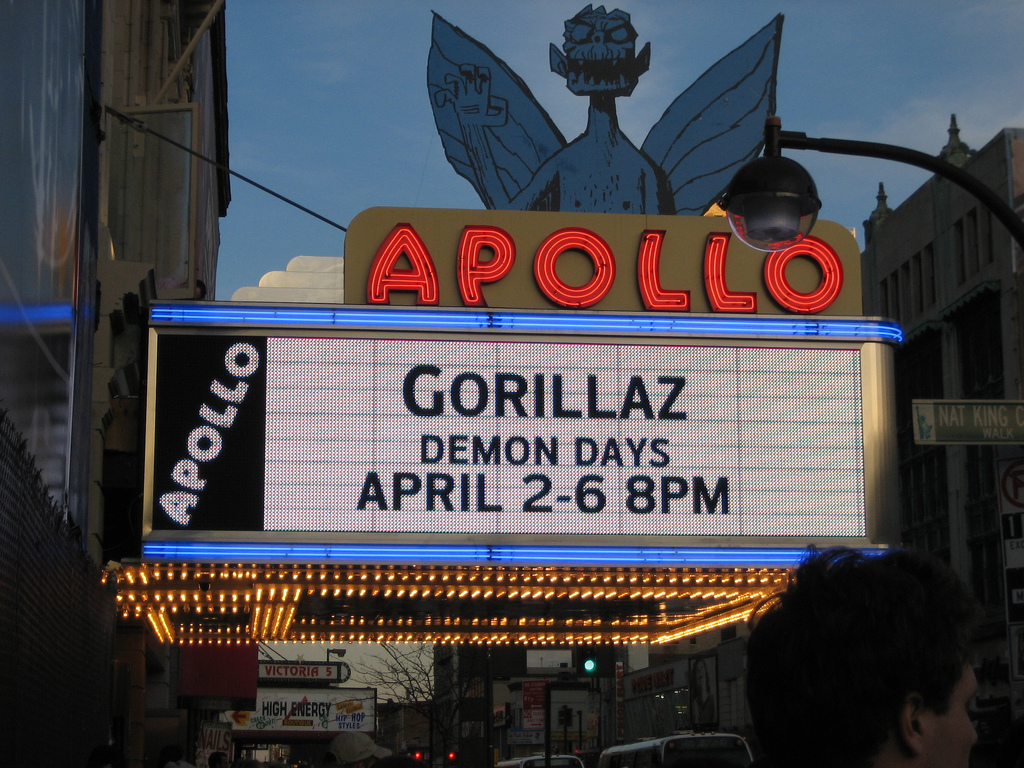
Rètol lluminós de l'Apollo Theater el 2006

- 92nd Street Y
- Apollo Theater
- Biltmore Theatre
- Bowery Ballroom
- Carnegie Hall
- Hammerstein Ballroom
- Joyce Theater
- The Kitchen
- La MaMa, E.T.C.
- New York City Center
- Public Theater
- Performance Space 122
- Radio City Music Hall
- Royal WAH Theater
- Snug Harbor Cultural Center
- The Town Hall

## Indrets històrics principals
- African Burial Ground
- Bartow-Pell Mansion
- Ellis Island
- Federal Hall
- Fort Schuyler
- Governors Island
- Gracie Mansion
- Grant's Tomb
- Historic Richmond Town
- Irish Hunger Memorial

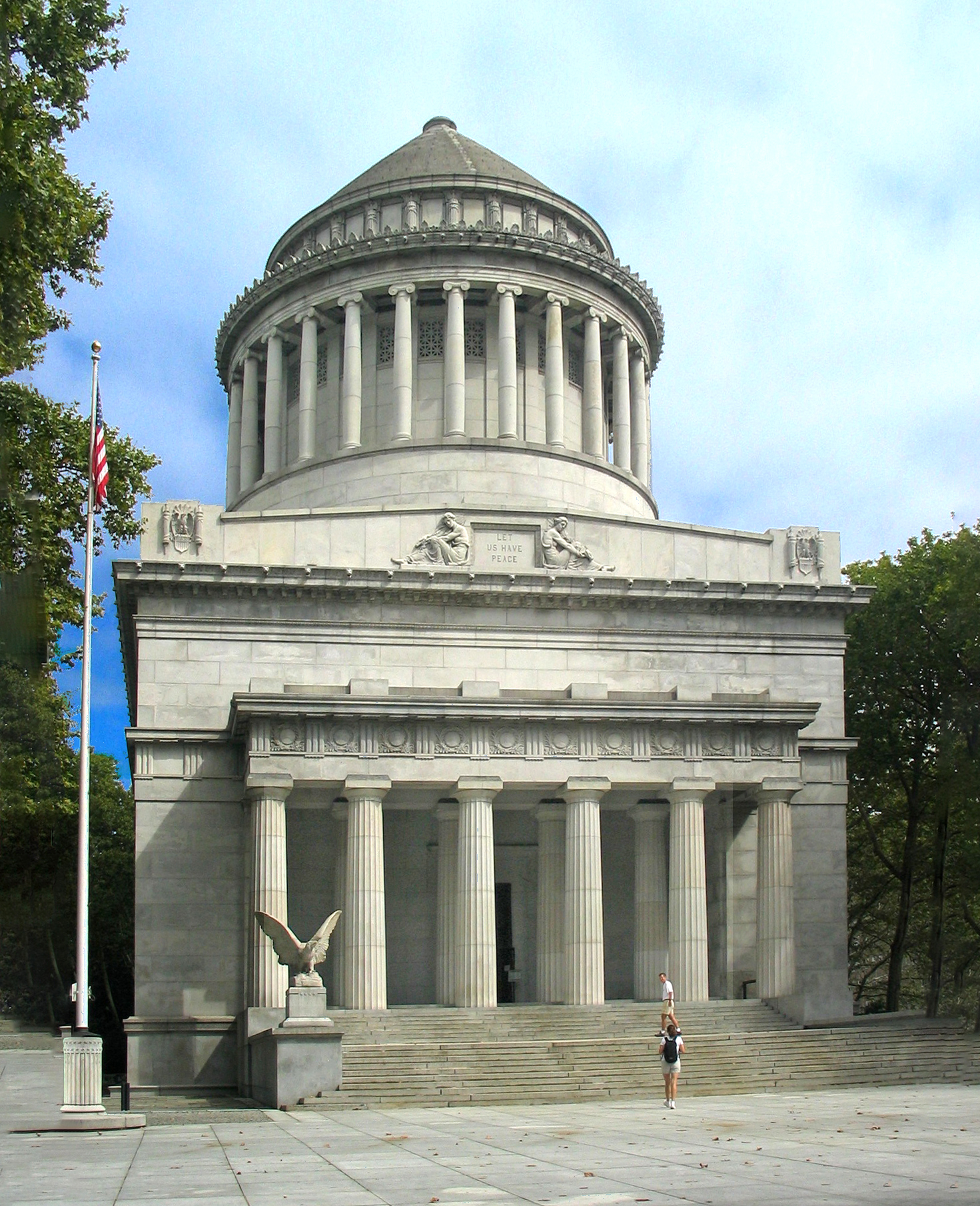
Tomba del president americà Grant

- Lower East Side Tenement National Historic Site
- Snug Harbor Cultural Center
- Theodore Roosevelt Birthplace National Historic Site
- Weeksville Heritage Center

### World Trade Center
- International Freedom Center
- World Trade Center Memorial
- Tribute in Light

## Biblioteques
- Morgan Library
- New York Public Library

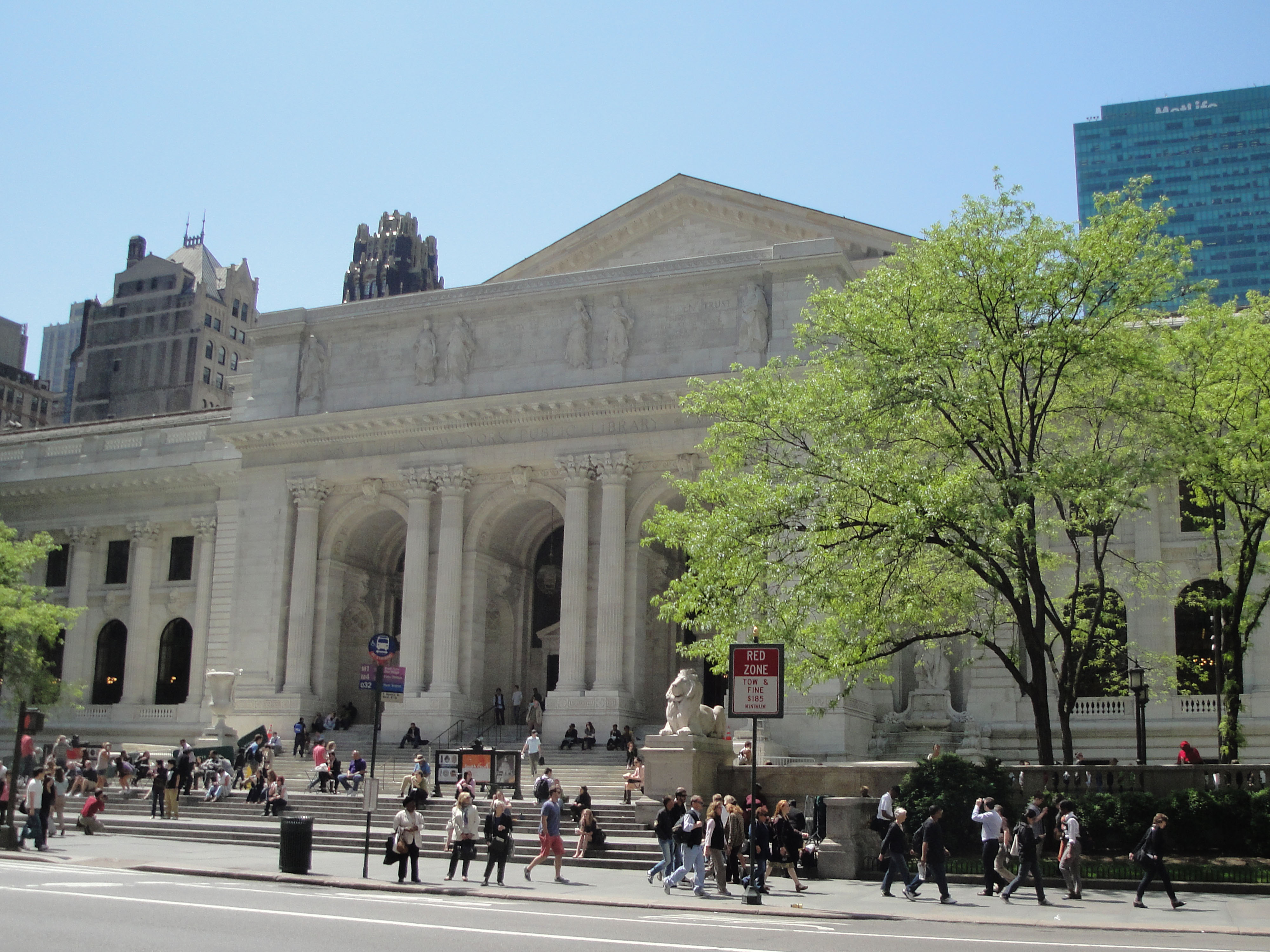
La New York Public Library

- New York Academy of Medicine Library
- New York Society Library
- Arthur Schomburg Center for Research in Black Culture
- Andrew Heiskell Braille and Talking Book Library
- Frick Art Reference Library
- Shevchenko Scientific Society
- Dag Hammarskjold Library United Nations
- Cooper-Hewitt National Design Museum
- Cloisters Library and Archives
- Brooklyn Public Library
- Queens Public Library